# 吳錦雄
吳錦雄（英語：Daniel Ng Kam-hung，1962年8月21日—），前香港民主黨成員，前香港沙田區議會徑口選區議員。

## 從政
2011年區議會選舉，當時人口估算約19,896人，其中有11,634位是選民。現任區議員韋國洪不再尋求連任，公民力量改派任職律師的黃嘉錫參選，遇上民主黨吳錦雄挑戰。最終，吳錦雄取得1,873票，以18票之差擊敗黃嘉錫，成功奪去公民力量經營了17年的選區議席。
2015年區議會選舉，當時人口估算約20,452人，其中有11,920位是選民。民主黨的吳錦雄爭取連任，遇上加入了新民黨的公民力量委任區議員何國華挑戰，何在上屆選舉後不久已於徑口區服務，以圖奪回4年前意外失落了的議席。最終，在吳錦雄得票增加近千下，以2,826票對何國華的2,144票，以682票之差成功連任，何國華轉戰直選議席失敗。
吳錦雄在2016年香港立法會選舉新界東選區的林卓廷名單排在第四名。2018年12月吳錦雄跟隨多名民主黨新界東成員退黨，2019年區議會選舉，新民黨改派張柏源挑戰吳錦雄，同時亦有駱松佑參選，結果吳氏以大多數選票再次成功連任。

## 外部連結
- 吳錦雄 NG KamHung（页面存档备份，存于）

| 議會席位      | 議會席位                                              | 議會席位    |
| ------------- | ----------------------------------------------------- | ----------- |
| 前任： 韋國洪 | 沙田區議會 徑口選區區議員 2012年1月1日－2021年10月7日 | 繼任： 懸空 |